# Villiers-Saint-Denis
Villiers-Saint-Denis – miejscowość i gmina we Francji, w regionie Hauts-de-France, w departamencie Aisne.
Według danych na styczeń 2014 roku gminę zamieszkiwały 1064 osoby, a gęstość zaludnienia wynosiła 140,6 osób/km².